# Freshford (County Kilkenny)
Freshford (irisch Achadh Úr, dt. „frisches Feld“) befindet sich im Südosten der Republik Irland im County Kilkenny und hat 593 Einwohner (Stand 2022).

## Lage
Freshford liegt etwa 15 Kilometer nordwestlich von Kilkenny am Nuenna River (An Uaithne). Entlang des Flusses führt die R693 von Kilkenny kommend weiter nach Urlingford. Die R694 geht hier nach Ballyragget ab.

## Geschichte
Das Kloster von Achadh Úr soll auf eine Gründung im 7. Jahrhundert zurückgehen. 836 wurde das Kloster niedergebrannt. Auf der Synode von Rathbrasall wurde Irland in Diözesen aufgeteilt. Alle kleinen Diözesen wurden aufgelöst und Achadh Úr wurde Teil des Bistums Ossory.
1225 wurde das Herrenhaus Uppercourt Manor errichtet. Nur kurze Zeit residierte hier ab 1553 ein anglikanischer Bischof des Bistums Ossory. 1790 ließ William Morris das heutige Herrenhaus erbauen. Die Eyre-Familie erwarb das Anwesen 1879 und blieb bis 1918, als die Brüder Edward und Michael Maher das Anwesen erwarben. Ab 1932 wurde das Gebäude als Schule genutzt werden. 1989 zog dann eine Möbeltischlerei ein. Der Plan, ein Hotel einzurichten, war nicht erfolgreich, sodass es mit der Migrationskrise und mit dem Beginn des Ukrainekrieges 2022 als Flüchtlingsunterkunft genutzt wurde.
1731 wurde die anglikanische St. Lachtain’s Church an der Stelle der früheren Kirche von 1100 errichtet. Das romanische Sandsteinportal ist als Nationales Monument eingetragen und eines von zwei erhaltenen Portalen in der Irischen Republik. 

## Sehenswürdigkeiten
- katholische und anglikanische St Lachtain’s Church
- Uppercourt Manor
- Freshford Cross: 1622 von Ellen Butler zur Erinnerung an ihren Ehemann Lucas Shee errichtetes Sandsteinkreuz, 1790 durch William Morris auf das sog. Village Green versetzt
- Die Quelle des heiligen Lachtains (St Lachtain’s Well oder irisch Tober Lachtain)
- Clomantagh Tower House, auf halbem Weg zwischen Urlingford und Freshford
- Tubbrid Castle, etwa sieben Kilometer westsüdwestlich von Freshford
- Der Freshford Loop ist ein acht Kilometer langer Wanderweg

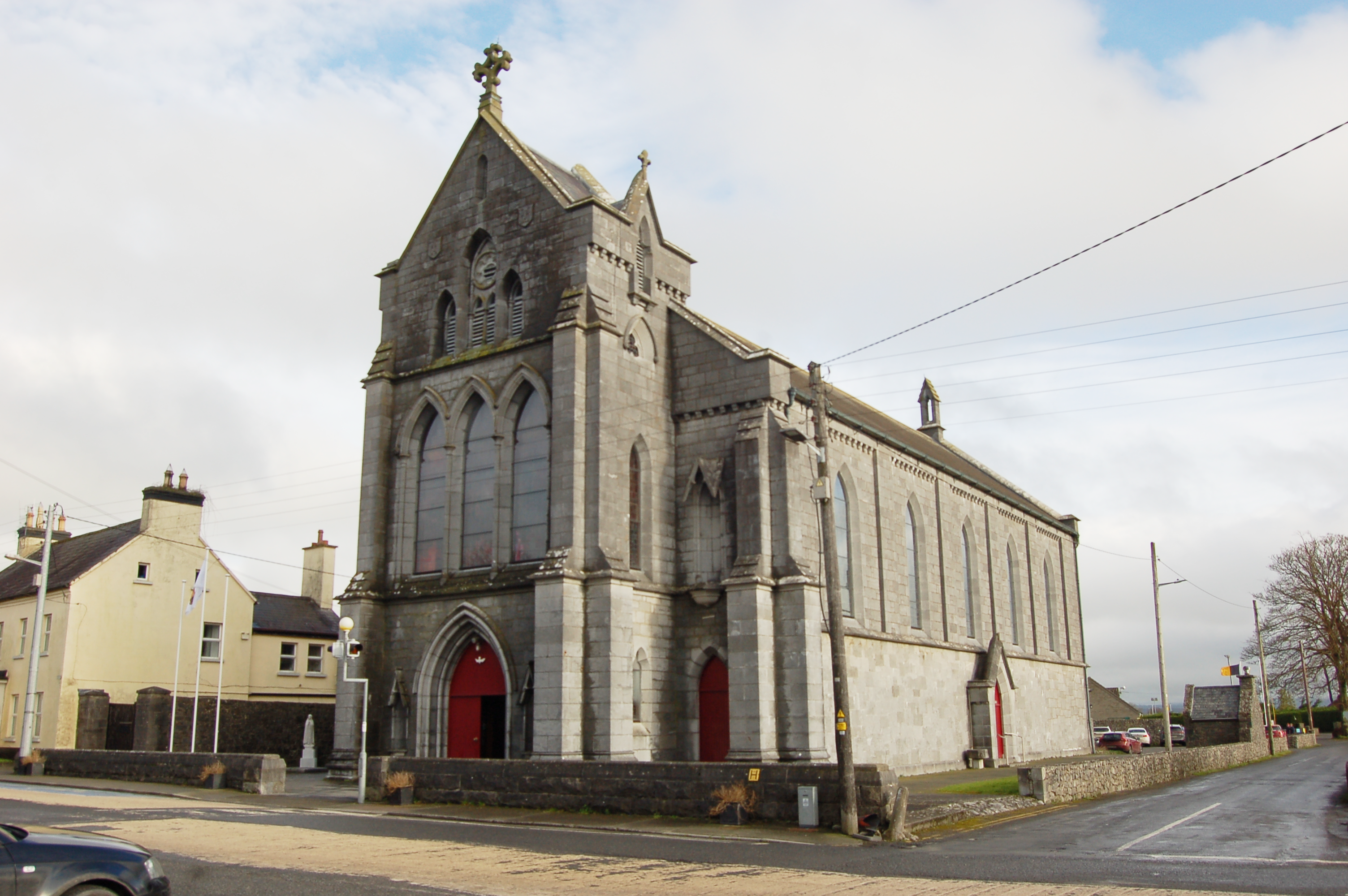
Katholische St Lachtain’s Church
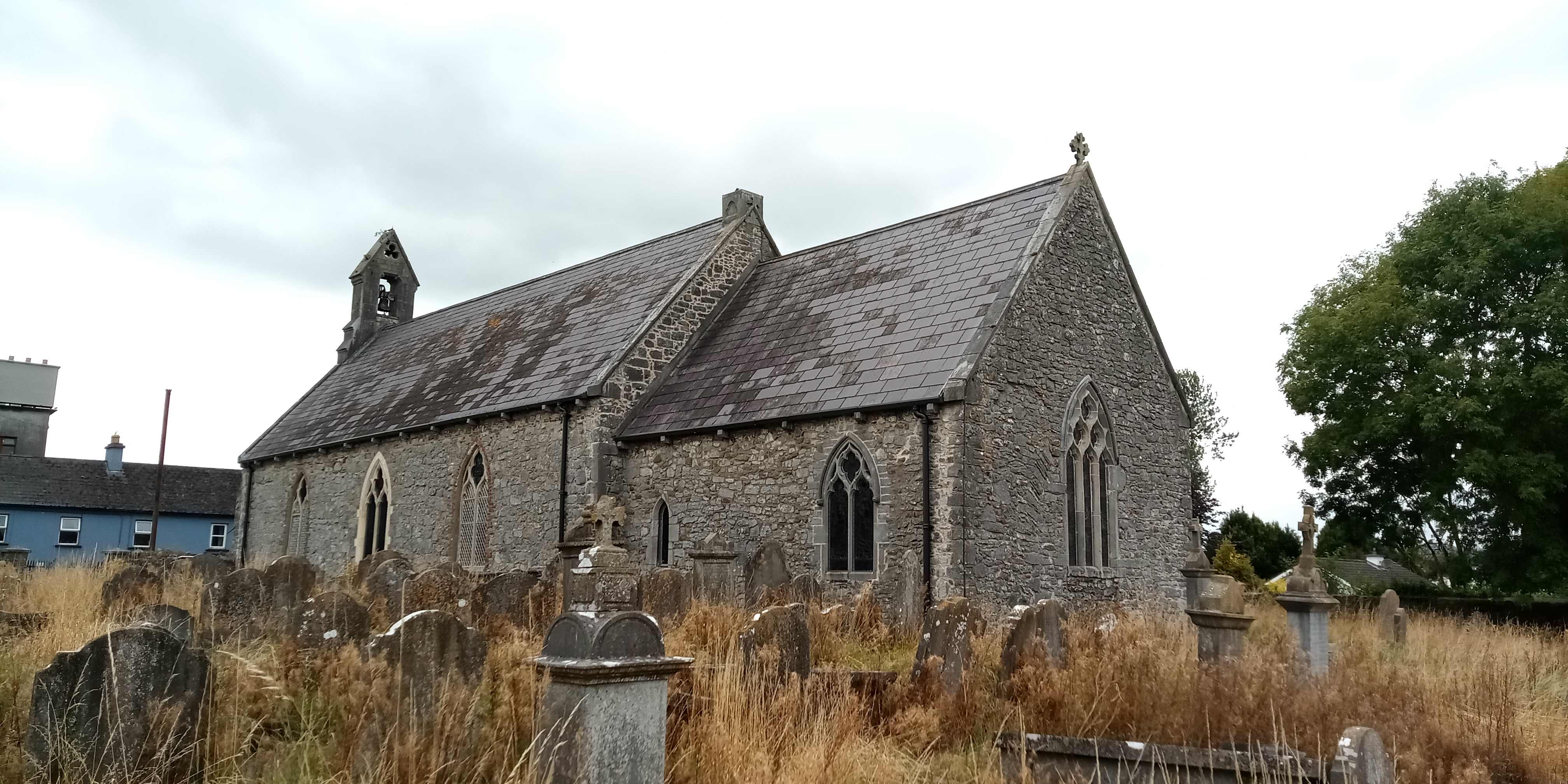
Anglikanische St Lachtain’s Church
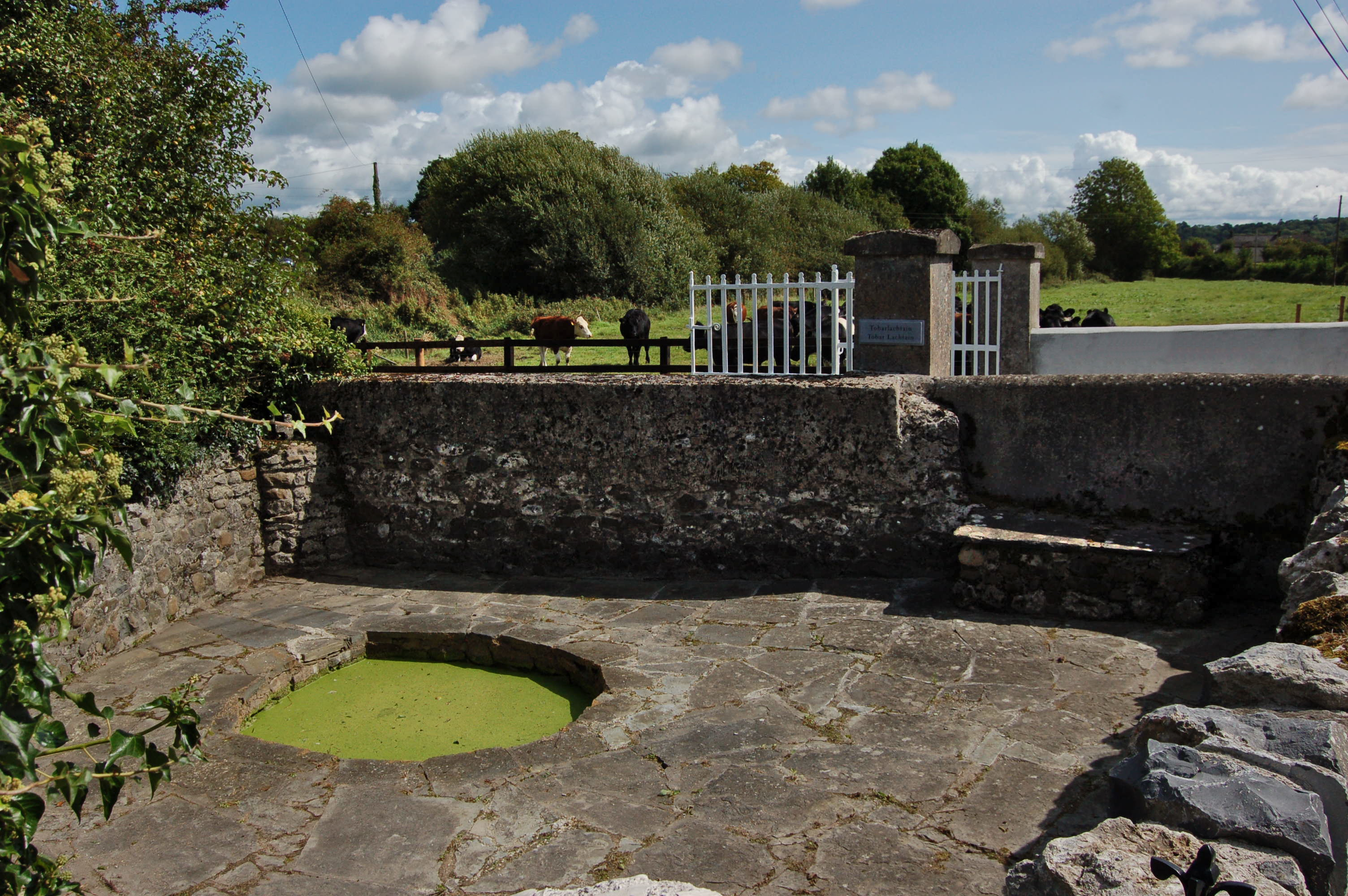
St Lachtain’s Well (Tobar Lachtain)
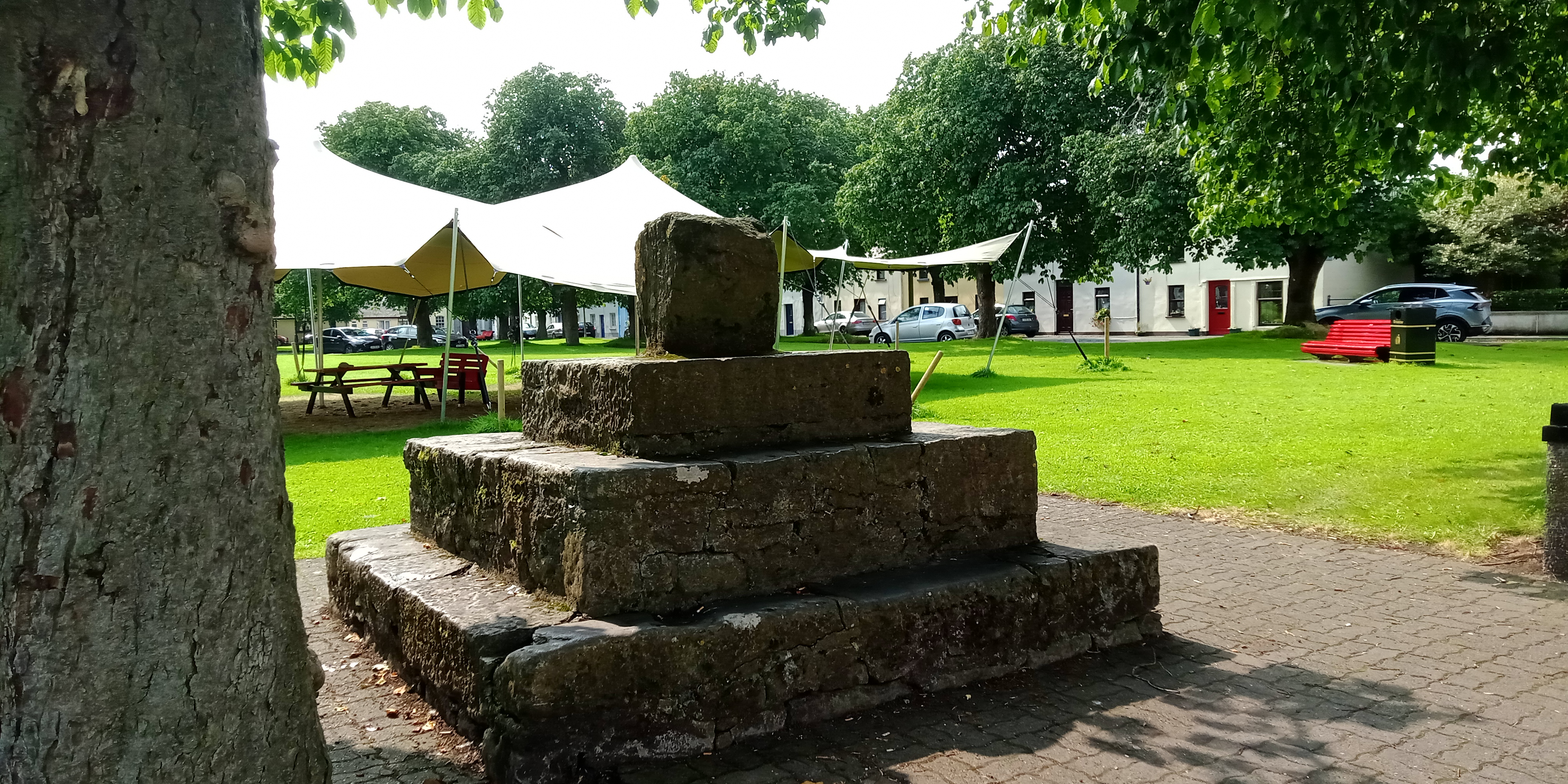
Reste des Freshford Cross
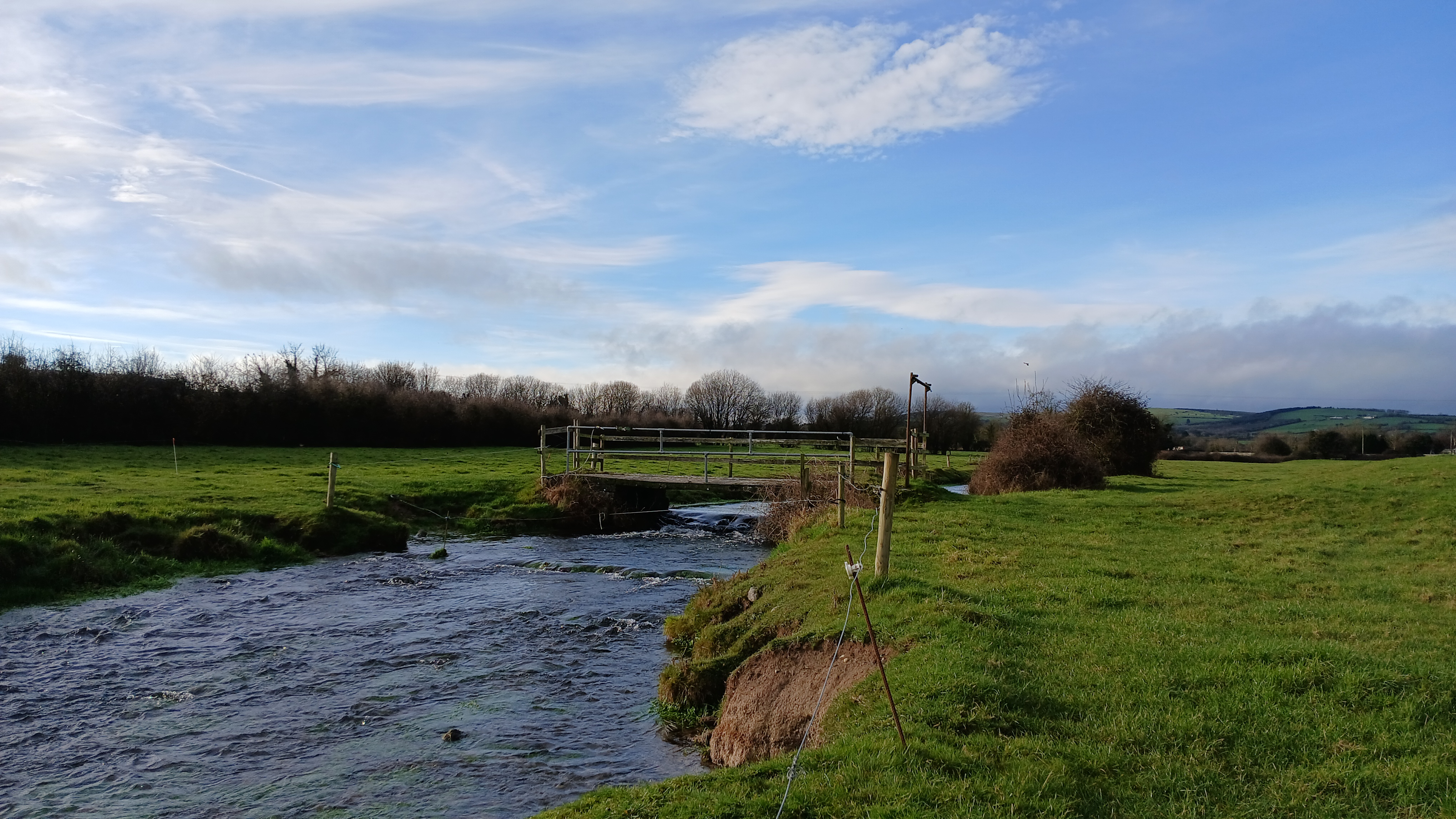
Brücke über die Nuenna
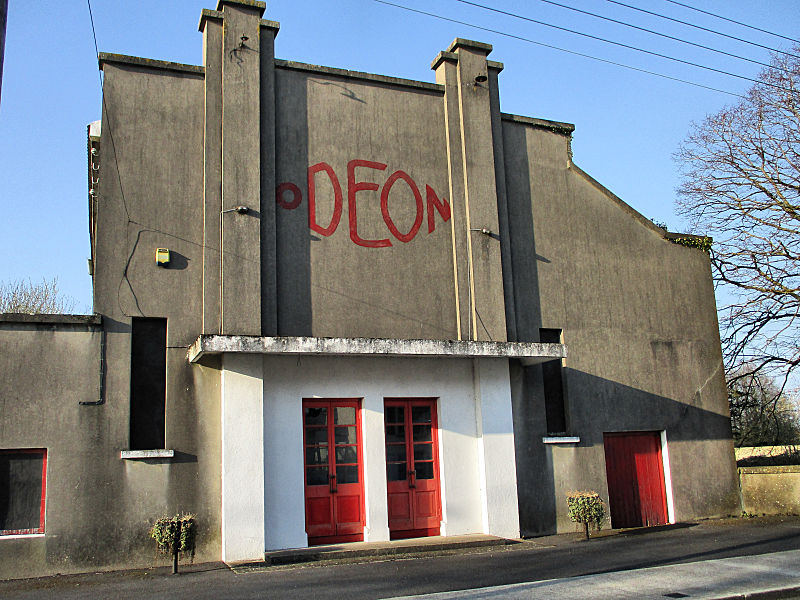
„Odeon“, altes Kino

## Persönlichkeiten
- Mary Cecilia Maher (1799–1878), Nonne, Gründerin des Religious Order of the Sisters of Mercy
- Sean Campion (* 1959), Schauspieler